# Karl Augustesen (astronom)
Karl A. Augustesen (født 1945) er en dansk astronom. Han arbejder på Brorfelde-observatoriet, hvorfra han har opdaget en række asteroider. Asteroiden 5171 Augustesen er opkaldt efter ham.
|  | Artiklen om Karl Augustesen (astronom) kan blive bedre, hvis der indsættes et (bedre) billede Du kan hjælpe ved at afsøge Wikimedia Commons for et passende billede eller uploade et godt billede til Wikimedia Commons iht. de tilladte licenser og indsætte det i artiklen. |